# Segunda División de Chile 1960
Segunda División de Chile 1960 var 1960 års säsong av den nationella näst högsta divisionen för fotboll i Chile, som vanns av Green Cross som således gick upp i Primera División (den högsta divisionen). Alianza flyttades ned då de hamnade sist.

## Tabell
|  |     | Lag                  | Poäng | M  | V  | O | F  | GM | IM | MSK |
|  | --- | -------------------- | ----- | -- | -- | - | -- | -- | -- | --- |
|  | 1.  | Green Cross          | 36    | 22 | 16 | 4 | 2  | 56 | 28 | +28 |
|  | 2.  | Deportes La Serena   | 31    | 22 | 14 | 3 | 5  | 63 | 26 | +37 |
|  | 3.  | Unión San Felipe     | 30    | 22 | 13 | 4 | 5  | 39 | 27 | +12 |
|  | 4.  | Ñublense             | 24    | 22 | 9  | 6 | 7  | 27 | 29 | -2  |
|  | 5.  | Trasandino           | 23    | 22 | 8  | 7 | 7  | 33 | 28 | +5  |
|  | 6.  | Unión La Calera      | 23    | 22 | 9  | 5 | 8  | 42 | 37 | +5  |
|  | 7.  | Colchagua Deportes   | 21    | 22 | 8  | 5 | 9  | 37 | 35 | +2  |
|  | 8.  | Coquimbo Unido       | 18    | 22 | 7  | 4 | 11 | 34 | 47 | -13 |
|  | 9.  | Iberia               | 18    | 22 | 6  | 6 | 10 | 26 | 43 | -17 |
|  | 10. | San Bernardo Central | 14    | 22 | 4  | 6 | 12 | 34 | 48 | -14 |
|  | 11. | UTE                  | 14    | 22 | 5  | 4 | 13 | 26 | 47 | -21 |
|  | 12. | Alianza              | 12    | 22 | 4  | 4 | 14 | 32 | 54 | -22 |

|  | Uppflyttade till Primera División. |
|  | Nedflyttade.                       |